# John Barnes (pisarz)
John Allen Barnes (ur. 28 lutego 1957 w Angoli w stanie Indiana) – amerykański pisarz, autor literatury science fiction oraz fantasy, tworzący dla młodzieży i dorosłych.

## Życiorys
Ukończył studia licencjackie i magisterskie z zakresu politologii na Washington University in St. Louis. Ponadto w 1988 otrzymał tytuły magisterskie na University of Montana (z kreatywnego pisania i reżyserii teatralnej). W 1995 uzyskał doktorat (Ph.D.) z zakresu teatrologii na University of Pittsburgh. Otrzymała po trzy nominacje do Nebuli (za powieści Milion otwartych drzwi, Orbital Resonance,  Mother of Storms) i Nagrody im. Arthura C. Clarke’a (za powieści Milion otwartych drzwi, Mother of Storms, Earth Made of Glass), dwie do Nagrody im. Theodore’a Sturgeona (za opowiadania My Advice to the Civilized i Things Undone) oraz po jednej do: Hugo (za Mother of Storms), Nagrody Jamesa Tiptree Jr. (za Orbital Resonance), Nagrody im. Johna W. Campbella (za powieść Gaudeamus) i Nagrody Mythopoeic (za powieść One for the Morning Glory).
Jest rozwiedziony z pisarką Karą Dalkey. Mieszka w stanie Kolorado.

## Dzieła

### Powieści
- The Man Who Pulled Down the Sky (1986)
- Sin of Origin (1988)

seria Century Next Door
1. Four and Twenty Blackbirds (2003)
2. Kaleidoscope Century (1995)
3. Candle (2000)
4. The Sky So Big and Black (2002)

seria Timeraider
1. Wartide (1992)
2. Battlecry (1992)
3. Union Fires (1992)

seria Million Open Doors
1. Million Open Doors (1992; wydanie polskie Milion otwartych drzwi 1999)
2. Earth Made of Glass (1998)
3. The Merchants of Souls (2001)
4. The Armies of Memory (2006)

- Mother of Storms (1994)
- One for the Morning Glory (1996)
- Encounter with Tiber (wraz z Buzzem Aldrinem; 1996)

seria Timeline Wars
1. Patton's Spaceship (1996)
2. Washington’s Dirigible (1997)
3. Caesar's Bicycle (1997)

- Payback City (1998)
- Finity (1999)
- The Return (2000) (wraz z Buzzem Aldrinem; 2000)

seria Jak Jinnaka
1. The Duke of Uranium (2002)
2. A Princess of the Aerie (2003)
3. In the Hall of the Martian King (2003)

- Tales of the Madman Underground (2009)

seria Daybreak
1. Directive 51 (2010)
2. Daybreak Zero (2011)
3. The Last President (2013)

- Losers in Space (2012)
- Raise the Gipper! (2012)

### Zbiory opowiadań
- ..and Orion (1989)
- Apostrophes and Apocalypses (1998)

### Opowiadania
- Finalities Besides the Grave (1985)
- Stochasm (1986)
- Digressions from the Second-Person Future (1987)
- Delicate Stuff (1988)
- Restricted to the Necessary (1989)
- My Advice to the Civilized (1990)
- Timor and the Furnace Troll (1993)
- Between Shepherds and Kings (1997)
- Bang On! (1998)
- Empty Sky (1998)
- Enrico Fermi and the Dead Cat (1998)
- Gentleman Pervert, Off on a Spree (1998)
- Why the Stars Are Always So Bright from Cousin Sid's Farm (1998)
- Rod Rapid and His Electric Chair (2007)
- Martian Heart (2011)
- Swift as a Dream and Fleeting as a Sigh (2012 – wydanie polskie w czasopiśmie „Nowa Fantastyka” 2014 Szybki jak sen, ulotny niczym westchnienie)

### Nowele
- 2E6 (1986)
- How Cold She Is, and Dumb (1986)
- Under the Covenant Stars (1988)
- The Limit of Vision (1988)
- Canso de Fis de Jovent (1991)
- Upon Their Backs, to Bite 'em (2000)
- The Diversification of Its Fancy (2005)
- "The Night is Fine" the Walrus Said (2006)
- The Little White Nerves Went Last (2006)
- Poga (2006)
- Every Hole Is Outlined (2006)
- An Ocean Is a Snowflake, Four Billion Miles Away (2007)
- The Lost Princess Man (2009)
- Things Undone (2009)
- The Birds and the Bees and the Gasoline Trees (2010)
- Silence Like Diamonds (2015)
- My Last Bringback (2015)